# La Timone
La Timone è una stazione della linea 1 della metropolitana di Marsiglia. È situata sotto Boulevard Jean Moulin, nel V arrondissement di Marsiglia e serve i quartieri di La Timone e Baille.

## Storia
La stazione è stata aperta al traffico il 5 settembre 1992 come parte del secondo troncone della linea 1 compreso tra Castellane e La Timone. Ha funto da capolinea sino al 6 maggio 2010, quando la linea è stata prolungata sino a La Fourragère.

## Interscambi
Nelle vicinanze della stazione effettuano fermata diverse linee di tram, autobus urbani ed interurbani.
- Fermata autobus